# Ommatius pinguis
Ommatius pinguis är en tvåvingeart som beskrevs av Wulp 1872. Ommatius pinguis ingår i släktet Ommatius och familjen rovflugor. Inga underarter finns listade i Catalogue of Life.